# Groznatovci
Groznatovci (cyr. Грознатовци) – wieś w Serbii, w okręgu pczyńskim, w gminie Surdulica. W 2011 roku liczyła 21 mieszkańców.